# 網紋無線鰨
網紋無線鰨為輻鰭魚綱鰈形目鰨亞目舌鰨科的其中一種，為熱帶海水魚，分布於東大西洋馬德拉群島、聖赫勒拿島海域，棲息在底層水域，生活習性不明。

## 扩展阅读
維基物種上的相關：網紋無線鰨